# Список высших учебных заведений Владимирской области
В список высших учебных заведений Владимирской области включены образовательные учреждения высшего и высшего профессионального образования, находящиеся на территории Владимирской области и имеющие действующую лицензию на образовательную деятельность. Список вузов приведён в соответствии с данными сводного реестра лицензий, в список филиалов включены организации, участвовавшие в мониторинге Министерства образования и науки Российской Федерации 2016 года. По состоянию на 4 ноября 2016 года в Владимирской области действующую лицензию имели 6 вузов и 10 филиалов.
Филиалы вузов, головные организации которых находятся в иных субъектах федерации, сгруппированы в отдельном списке. Порядок следования элементов списка — алфавитный.

## Список высших образовательных учреждений
| Название                                            | Категория         | Статус      | Год основания | Месторасположение | Число студентов |
| --------------------------------------------------- | ----------------- | ----------- | ------------- | ----------------- | --------------- |
| Владимирская свято-Феофановская духовная семинария  | негосударственный | семинария   | 1750          | Владимир          |                 |
| Владимирский государственный университет            | государственный   | университет | 1964          | Владимир          | 18082           |
| Владимирский институт бизнеса (ликвидирован в 2017) | негосударственный | институт    |               | Владимир          |                 |
| Владимирский институт туризма и гостеприимства      | негосударственный | институт    | 2007          | Владимир          | 211             |
| Владимирский юридический институт                   | государственный   | институт    | 1943          | Владимир          |                 |
| Ковровская государственная технологическая академия | государственный   | академия    | 1967          | Ковров            | 1681            |

## Список филиалов высших образовательных учреждений
| Название                                                                                              | Категория         | Статус      | Год основания | Месторасположение | Месторасположение головной организации | Число студентов |
| --- | ----------------- | ----------- | ------------- | ----------------- | -------------------------------------- | --------------- |
| Владимирский филиал Московского финансово-юридического университета                                   | негосударственный | университет | 2001          | Владимир          | Москва                                 | 430             |
| Владимирский филиал Российского университета кооперации                                               | негосударственный | университет | 1999          | Владимир          | Мытищи                                 | 1023            |
| Владимирский филиал Российской академии народного хозяйства и государственной службы                  | государственный   | академия    | 1995          | Владимир          | Москва                                 | 2729            |
| Владимирский филиал Современной гуманитарной академии                                                 | негосударственный | академия    |               | Владимир          | Москва                                 |                 |
| Владимирский филиал Финансового университета                                                          | государственный   | университет | 2011          | Владимир          | Москва                                 | 1042            |
| Мстёрский филиал Высшей школы народных искусств                                                       | государственный   | институт    | 1932          | Мстёра            | Санкт-Петербург                        | 37              |
| Муромский институт (филиал Владимирского государственного университета)                               | государственный   | институт    | 1964          | Муром             | Владимир                               | 3696            |
| Муромский филиал Московского государственного университета путей сообщения (ликвидирован в 2017 году) | государственный   | университет | 1965          | Муром             | Москва                                 | 328             |
| Покровский филиал Московского педагогического государственного университета                           | государственный   | университет | 2001          | Покров            | Москва                                 | 949             |
| Филиал в Муроме Московского психолого-социального университета                                        | негосударственный | университет |               | Муром             | Москва                                 |                 |